# Triploceras gracile
Triploceras gracile là một loài Song tinh tảo trong họ Desmidiaceae, thuộc chi Triploceras.